# Alphonse Briart
Ne doit pas être confondu avec le géologue Alphonse Briart
 Alphonse Victor Albert Briart, né à Chapelle-lez-Herlaimont, le 18 novembre 1864 et y décédé le 21 juin 1936 est un homme politique belge francophone libéral et médecin.
Il a été échevin, puis bourgmestre de Chapelle-lez-Herlaimont et membre du parlement,,.